# 張倩
張倩（1964年11月18日—） ，本名「张莉莉」，最初艺名「张诗涵」，台灣女演員，廣告模特兒出道。 前夫是演員游安顺。

## 電視劇
| 年份   | 播出頻道           | 劇名                                               | 飾演                   |
| ------ | ------------------ | -------------------------------------------------- | ---------------------- |
| 1984年 | 台視               | 《冷月孤星劍》                                     | 白秋霜                 |
| 1985年 | 中視               | 《創作劇坊─夕陽山外山》                            | 水靈                   |
| 1986年 | 華視               | 《情鎖》                                           | 漢珍                   |
| 1986年 | 中視               | 《一代公主》                                       |                        |
| 1991年 | 華視               | 《甜蜜戰爭》                                       | 林心芸                 |
| 1991年 | 華視               | 《京城四少》                                       | 德錦雲                 |
| 1992年 | 華視               | 《表妹吉祥》                                       | 文蕙                   |
| 1992年 | 華視               | 《劉伯溫傳奇》                                     | 小春                   |
| 1992年 | 華視               | 《劉伯溫傳奇》                                     | 南宮亭                 |
| 1992年 | 華視               | 《劉伯溫傳奇》                                     | 翠姑                   |
| 1992年 | 華視               | 《劉伯溫傳奇》                                     | 沈玉楓                 |
| 1992年 | 華視               | 《劉伯溫傳奇》                                     | 燕娘                   |
| 1992年 | 華視               | 《劉伯溫傳奇》                                     | 羅采蘋                 |
| 1992年 | 華視               | 《劉伯溫傳奇》                                     | 白勝梅                 |
| 1992年 | 華視               | 《劉伯溫傳奇》                                     | 孟如霜                 |
| 1992年 | 華視               | 《劉伯溫傳奇》                                     | 冷柔                   |
| 1993年 | 華視               | 《包青天》之《紅花記》                             | 申小紅                 |
| 1993年 | 華視               | 《包青天》之《鍘王爺》                             | 劉金鳳                 |
| 1993年 | 華視               | 《夢蝶》                                           | 莉蓉                   |
| 1993年 | 中視               | 《賣家的人》                                       | 雪琪                   |
| 1993年 | 台視               | 《中年的誘惑》                                     | 敏芬                   |
| 1995年 | 華視               | 《國姓爺傳奇》之《荒園春曉》                       | 秀春                   |
| 1995年 | 華視               | 《勸世媳婦》                                       | 秋月                   |
| 1995年 | 中視               | 《天師鍾馗》之七《葵花寶典》                       | 齊楚楚                 |
| 1997年 | 民視               | 《星座男女系列》－男天蠍VS女雙子－「寂寞的十八歲」 |                        |
| 1998年 | 新視               | 《情劫》                                           |                        |
| 1998年 | 台視               | 《李鐵拐》之《白牡丹與呂洞賓》                     | 白牡丹                 |
| 1998年 | 台視               | 《李鐵拐》之《情癡呂洞賓》                         | 池青蓮                 |
| 1998年 | 華視               | 《台灣靈異事件》之《追命三太子》                   | 劉淑美                 |
| 1998年 | 民視               | 《春天後母心》                                     | 刘丽卿                 |
| 1999年 | 華視               | 《台灣靈異事件》之《女鬼託嬰》                     | 徐欣惠（片頭：許欣惠） |
| 1999年 | 華視               | 《台灣靈異事件》之《還君明珠》                     | 明莉                   |
| 1999年 | 華視               | 《台灣靈異事件》之《陰陽魔界》                     | 張美倩                 |
| 1999年 | 華視               | 《台灣靈異事件》之《天機》                         | 洪小芬                 |
| 1999年 | 華視               | 《台灣靈異事件》之《重生》                         | 李小倩                 |
| 1999年 | 華視               | 《台灣靈異事件》之《貓女》                         | 何碧君                 |
| 1999年 | 華視               | 《台灣靈異事件》之《月光光心慌慌》                 | 李倩                   |
| 1999年 | 華視               | 《台灣怪談》之《牽魂車》                           | 白琴                   |
| 1999年 | 民視               | 《狀元親家》                                       | 游桂香                 |
| 1999年 | 大愛電視台         | 《願》                                             | 月珠姐                 |
| 2000年 | 華視               | 《台灣靈異事件》之《老婆也瘋狂》                   | 陳秋月                 |
| 2000年 | 華視               | 《台灣靈異事件》之《連環鬼計》                     | 玉蓮                   |
| 2000年 | 華視               | 《台灣靈異事件》之《恨天鬼》                       | 小倩                   |
| 2000年 | 三立台灣台         | 《九指新娘》                                       | 李香菱                 |
| 2000年 | 台視               | 《大瓦厝》                                         | 邱淑珍                 |
| 2001年 | 台視               | 《望鄉》                                           | 阿撿                   |
| 2001年 | 台視               | 《一生緣》                                         | 李秀萍                 |
| 2002年 | 台視               | 《素心蘭》                                         | 梁素霞                 |
| 2002年 | 台視               | 《好運今年輪到我》                                 | 張娜娜                 |
| 2002年 | 三立台灣台         | 《台灣霹靂火》                                     | 陳麗玲                 |
| 2002年 | 華視               | 《台灣靈異事件》之《楊門女將》                     | 楊春分                 |
| 2002年 | 華視               | 《台灣靈異事件》之《樂透奇談》之《不出牌》         | 阿金                   |
| 2002年 | 華視               | 《台灣靈異事件》之《巫術姊妹花》                   | 阿美                   |
| 2002年 | 華視               | 《台灣靈異事件》之《不要打電話給鬼》               | 劉小玉                 |
| 2002年 | 華視               | 《台灣靈異事件》之《危險女人香》                   | 賴香苓                 |
| 2002年 | 華視               | 《台灣靈異事件》之《惡靈/桃色魔女》                | 劉世芳                 |
| 2003年 | 三立都會台         | 《西街少年》                                       | 藍母                   |
| 2003年 | 衛視中文台         | 《第八號當鋪》                                     | 張倩                   |
| 2003年 | 三立台灣台         | 《戲說台灣》《還陽妻》                             | 阿好                   |
| 2003年 | Much TV            | 《十歲新娘》                                       | 秋霞                   |
| 2003年 | 民視               | 《新玫瑰瞳鈴眼》之《十大惡女3 殺手的女人》         | 徐鈴雅                 |
| 2003年 | 民視               | 《新玫瑰瞳鈴眼》之《玻璃缸裡的女人》               | 何瑪莉                 |
| 2004年 | 華視               | 《雙響炮》                                         | 西洋劍公主             |
| 2004年 | 三立台灣台         | 《台灣龍捲風》                                     | 劉玉芳                 |
| 2004年 | 台視               | 《愛上千金美眉》                                   | 阿春姨                 |
| 2004年 | 民視               | 《新玫瑰瞳鈴眼》之《金錢遊戲》                     | 愛媛                   |
| 2005年 | 三立台灣台         | 《金色摩天輪》                                     | 周明玉                 |
| 2005年 | 台視               | 《蝴蝶密碼》之《吸血艷姬》                         | 盧慧錦                 |
| 2006年 | 台視               | 《蝴蝶密碼》之《紅塵傳奇~紫河車》                  | 葉玉欣                 |
| 2007年 | 台視               | 《神機妙算劉伯溫》第七單元                         | 和金枝                 |
| 2009年 | 三立台灣台         | 《天下父母心》                                     | 羅素華                 |
| 2011年 | 三立台灣台         | 《戲說台灣》《濟公十八嫁》                         | 黃夫人                 |
| 2012年 | 三立都會台         | 《我們發財了》                                     | 阿美                   |
| 2012年 | 民視               | 《廉政英雄》第7單元 血本無歸                       | 費秋霞                 |
| 2012年 | 民視               | 《風水世家》                                       | 張曉倩                 |
| 2012年 | 大愛電視台         | 《慈悲的滋味》                                     | 廖菊珍                 |
| 2013年 | 大愛電視台         | 《碧海映藍天》                                     | 曾裕真                 |
| 2014年 | 大愛電視台         | 《美好歲月》                                       | 林美玉                 |
| 2014年 | 大愛電視台         | 《果嶺上的九降風》                                 | 陳楊秀桃               |
| 2014年 | 大愛電視台         | 《牽你的手 走愛的路》                              | 張母                   |
| 2014年 | 民視               | 《廉政英雄》第25單元 再說一次愛我                  | 高秋燕                 |
| 2014年 | 大愛電視台         | 《頂坡角上的家 》                                  | 陳秋菊                 |
| 2015年 | 優酷               | 《孤獨的美食家》                                   | 雅京                   |
| 2015年 | 大愛電視台         | 《永不放棄》                                       | 林母                   |
| 2015年 | 大愛電視台         | 《萬里桂花香》                                     | 陳茶妹                 |
| 2015年 | 大愛電視台         | 《文武親家》                                       | 彩瓊                   |
| 2016年 | 大愛電視台         | 《家有滿子》                                       | 魏杏子                 |
| 2016年 | 三立台灣台         | 《甘味人生》                                       | 陸玉珍                 |
| 2016年 | 台視               | 《必勝練習生》                                     | 徐麗萍                 |
| 2016年 | 大愛電視台         | 《我家的方程式》                                   | 張玫姬                 |
| 2017年 | 公視               | 《十女》                                           | 陳淑娟                 |
| 2017年 | 大愛電視台         | 《車站人生》                                       | 陳母                   |
| 2017年 | 三立台灣台         | 《戏说台湾》《金仔银仔来报喜》                     | 月婆                   |
| 2017年 | 大愛電視台         | 《生命桃花源》                                     | 張母                   |
| 2018年 | 大愛電視台         | 《在愛之外》                                       | 鄭明華                 |
| 2018年 | 台視               | 《高塔公主》                                       | 高絹如                 |
| 2018年 | 台視、三立都會台   | 《高校英雄傳》                                     | 楊靖芳                 |
| 2018年 | 台視               | 《艾蜜麗的五件事》                                 | 艾母                   |
| 2019年 | 三立台灣台         | 《戏说台湾》《糊紙店風雲》                         | 蔡母                   |
| 2020年 | 台視、三立都會台   | 《天巡者》                                         | 恩熙母                 |
| 2021年 | 大愛電視台         | 《一路芬芳》                                       | 郭秋華                 |
| 2022年 | 民視               | 《黃金歲月》                                       | 楊順慈                 |
| 2024年 | 北京衛視、江蘇衛視 | 《但願人長久》                                     | 李梅                   |

## 電影
| 年份   | 片名               | 飾演   |
| ------ | ------------------ | ------ |
| 1982年 | 《少男少女十七八》 |        |
| 2007年 | 《兇魅》           | 紀老師 |

### 微电影
| 年份   | 片名                 | 飾演 |
| ------ | -------------------- | ---- |
| 2013年 | Little Zombie 小壞壞 |      |

## 主持
| 年份   | 播出頻道   | 節目           |
| ------ | ---------- | -------------- |
| 2006年 | 緯來電視臺 | 《紫微鑑定團》 |

## 作词
- 《綿綿不斷的小雨》，詞：張詩涵、曲：黃怡；收錄於芝麻龍眼《重新愛一次》專輯（參見1989年歌星王默君車禍事件）

## 廣告
- 1980年，南新食品歐斯麥禮盒廣告，張倩飾演出嫁的女兒，張小燕飾演媒婆，趙舜飾演參加喜宴人員，盧申芳飾演小女孩。
- 1982年，「綿綿果」廣告，張倩飾演運動的女孩。
- 1990年代，旁氏電視廣告，劇中街頭畫家詢問張倩「臺灣女孩都像妳這麼美嗎」，換成范文芳（當年剛出道，高中生）拍攝時仍沿用此一臺詞。

## 外部連結
- 張倩的新浪微博
- 張倩的Facebook專頁
- 張倩倩在香港影庫上的簡介